# 묘도 가즈야
묘도 가즈야(일본어: 明堂 和也, 1986년 4월 4일 ~ )는 일본의 전 축구 선수이다.

## 구단 경력
과거 알비렉스 니가타, 카탈레 도야마에서 활동하였다.